# Gerazym II (patriarcha Aleksandrii)
Gerazym II (zm. 1714) – prawosławny patriarcha Aleksandrii w latach 1688–1710. Abdykował 20 stycznia 1710 r. z powodu podeszłego wieku. Jest czczony jako święty Kościoła Prawosławnego.